# 西雷 (上比利牛斯省)
西雷（法語：Sireix）是法国上比利牛斯省的一个市镇，属于阿尔热莱加佐斯区（Argelès-Gazost）奥坎县（Aucun）。该市镇总面积1.73平方公里，2009年时的人口为68人。

## 人口
西雷人口变化图示